# Little Stonham
Stonham Parva est un village et une paroisse civile du Suffolk, en Angleterre.